# 서피스 듀오 2
서피스 듀오 2(Surface Duo 2)는 2021년 9월 23일에 공개된 마이크로소프트의 안드로이드 스마트폰이다. 서피스 듀오의 후속기종으로 출시되었다. 기존 서피스 듀오와 달리 후면 카메라가 추가되었고 5G가 탑재되었다.